# Masternode
Een masternode is een server in het netwerk van een cryptocurrency. De masternode slaat blockchains in realtime op en synchroniseert de gegevens met andere masternodes. Het vereist een initieel onderpand van tokens (cryptomunten) om te kunnen werken. Masternodes spelen een rol in bepaalde blockchains, op het moment van validatie van de transactie.

## Overzicht
In een blockchain-netwerk zijn er twee soorten nodes: de "normale" nodes zijn deelnemers die het delven uitvoeren en de cryptocurrency genereren. Master nodes, aan de andere kant, beheren het netwerk en slaan de respectievelijke blockchain op. Ze zijn essentieel voor de werking van het netwerk en zorgen voor een stabiele werking. Daarom heeft een initiatief van particuliere investeerders in 2015 stimulansen gecreëerd om meer masternodes aan te bieden.
Een bepaald bedrag aan munten moet op masternodes worden gestort om ze masternodes te laten worden, te laten werken, en zo het hele systeem in stand te houden. Hoe hoog dit is, hangt af van de cryptocurrency in kwestie en de specificaties ervan. Hierdoor ontstaat een barrière die centralisatie of monopolisering voorkomt. Een paar spelers of zelfs maar één persoon kunnen dus niet een groot deel van de masternodes controleren, vooral omdat de gestorte munten onaangeroerd moeten blijven.
Masternodes behoren tot de categorie van vergoede volledige nodes. Ze moeten permanent beschikbaar zijn op een server, aangezien er geen vergoeding wordt betaald aan masternodes in geval van verbreking van de verbinding.

### Voornaamste taken
Afhankelijk van de blockchain hebben masternodes verschillende taken, maar ze hebben allemaal de volgende gemeen:
- PrivateSend (voor anonieme transacties)
- InstantSend (voor directe transacties)

Deze functies worden geïmplementeerd via een netwerk van toegewijde servers genaamd "masternodes". Dit masternode-netwerk maakt veel opmerkelijke functies mogelijk die niet beschikbaar zijn op conventionele blockchains.

## Geschiedenis
De ontwikkelaar Dash stond aan de oorsprong van het concept. Dash (voorheen Darkoin) werd geboren in 2012, maar wordt pas in 2014 gepresenteerd door Evan Duffield, oprichter van het project. Oorspronkelijk was het de ambitie van de ontwikkelaars om een volledig gedecentraliseerd digitaal alternatief voor contant geld te bieden door drie van de belangrijkste kenmerken te nemen: gebruiksgemak, de snelheid en de anonimiteit. Het Bitcoin-protocol nam deze suggesties voor verbetering niet op, dus Evan Duffield besloot ze zelf te implementeren in een nieuw netwerk: DASH.

## Opzetten van een masternode
Het opzetten van een masternode gebeurt in verschillende stappen. De eerste hiervan bestaat uit het verwerven van een bepaalde hoeveelheid tokens, die onderpand wordt genoemd. Dit onderpand fungeert als een toegangsbewijs en als garantie. Zodra een masternode is verkocht, kan men deze terugkrijgen, behalve in speciale gevallen zoals Sinovate (SIN). Het onderpand verschilt, afhankelijk van het project. Zodra het onderpand is verzameld, moet een reeks meer technische stappen worden uitgevoerd om de masternode te configureren. Pas als de configuratie is voltooid, begint een masternode te werken en worden beloningen gegenereerd.
Afhankelijk van het project zal het masternode-netwerk niet exact dezelfde rol in de blockchain hebben.